# 哥倫比亞簽證政策
外國公民入境哥伦比亚前必須從哥倫比亞駐外使領館處取得签证，除享有豁免簽證資格的國家的公民外。

## 分布地圖

哥伦比亚签证政策
哥伦比亚
免签证（可用身份证入境）
免签证
在线签证

## 簽證政策
下列96個國家和地區的護照持有者可免簽證入境哥倫比亞：
| - 欧洲联盟 - 阿尔巴尼亚 - 安道尔 - 安地卡及巴布達 - 阿根廷ID - 巴哈马 - 不丹 - 玻利维亚ID - 巴西ID - 加拿大1 - 智利ID - 多米尼克 | - ID - 薩爾瓦多 - 斐济 - 格瑞那達 - 香港 - 冰島 - 印度尼西亞 - 以色列 - 牙买加 - 日本 - 列支敦斯登 - 马绍尔群岛 - 墨西哥 - 摩尔多瓦 | - 摩納哥 - 蒙特內哥羅 - 摩洛哥 - 密克羅尼西亞聯邦 - 新西兰 - 北馬其頓 - 挪威 - 帛琉 - 巴拿马 - 巴拉圭ID - 秘魯ID - 菲律賓 - 俄羅斯 - 圣基茨和尼维斯 - 圣卢西亚 - 萨摩亚 | - 圣马力诺 - 塞爾維亞 - 新加坡 - 所罗门群岛 - 苏里南 - 瑞士 - 千里達及托巴哥 - 土耳其 - 乌克兰 - 阿联酋 - 美国 - 乌拉圭ID - 梵蒂冈 - 委內瑞拉ID |

ID -  也可以选择使用身份证入境。 

1 - 加拿大公民在抵达时需支付256,000哥伦比亚比索的入境费（相当于85加元）。79岁以上或14岁以下的乘客免收此费用。
持有   墨西哥 永久居留卡，任何国籍的外国人，可以以游客名义，免签入境哥伦比亚180天。
下列国家和地区签发的护照持有者若持有由美国和申根区签发的签证或居留许可，可免签证入境哥伦比亚90天（除非另有说明）：
| - 柬埔寨 - 中国 - 印度 - 澳門（180天） - 緬甸 - 泰國 - 越南 - 中華民國（臺灣） |

免签证也适用于绿卡持有者，但不适用于美国C1签证持有人，另外必须确保所持有的签证自抵达之日起至少180天内有效。

## 外部連結
- 哥倫比亞駐德國大使館 VER TAFIFAS CONSULARES（德文）（西班牙文）
- 哥倫比亞簽證種類比較 VER TIPOS DE VISAS（页面存档备份，存于）（英文）（西班牙文）